# Caccinia
- Commons
- Wikispecies

Caccinia é um gênero de plantas pertencente à família Boraginaceae.